# Rhinella gnustae
Rhinella gnustae är en groddjursart som först beskrevs av José María Alfono Félix Gallardo 1967.  Rhinella gnustae ingår i släktet Rhinella och familjen paddor. IUCN kategoriserar arten globalt som otillräckligt studerad. Inga underarter finns listade i Catalogue of Life.